# Суберат
Суберат (лат. Subaeratus, мн. Subaerati; греч. Hypochalkos) — нумизматический термин, обозначает те монеты — часто подделки, — которые имеют сердцевину из недрагоценного металла (из меди или низкосортной бронзы), покрытую  драгоценным металлом, что затрудняет их отличиe от монет из драгоценного металла, которые они имитируют.
Этот термин обычно применяется к древним монетам с покрытием из серебра, таким как римский денарий и греческая драхма, но этот термин также применяется к другим монетам с покрытием.
Суберат буквально означает «субмедь», (от sub — под, и aes — медь «с медью внизу»). Отсюда и другой термин, используемый в нумизматике для обозначения такой монеты — fourrée (от французского буквально «фаршированный»).

## Использование
Субераты часто были подделками. Однако иногда они также выпускались как официальные монеты во время экономических или военных трудностей, и поэтому их следует рассматривать как деньги на случай чрезвычайной ситуации или инфляции, или даже как вариант облигаций государственного займа, которые подлежали обмену на полновесную монету в более спокойные времена. Субераты также производились в приграничных регионах в более спокойные времена, чтобы восполнить недостаток официальных римских денег. К ним относятся, прежде всего, так называемые Limesfalsa (= подделки оборонительных укреплений), которые использовались в качестве замены мелочи.
Цицерон упоминает, что Марк Марий Гратидиан , претор  в 80-х годах до нашей эры, получил широкую хвалу за разработку тестов для обнаружения фальшивых монет и их изъятия из обращения. Гратидиан был убит при Сулле, который ввел свой собственный закон о борьбе с подделкой ценных бумаг (lex Cornelia de falsis), в соответствии с которым на монетах из драгоценных металлов были вновь введены зазубренные края — мера по борьбе с подделкой, которая применялась ранее.
Зазубренные денарии или серрати (serrati), на которых было около 20 зубцов на краю монеты, были изготовлены для демонстрации целостности монеты. Эти усилия были напрасны, как свидетельствуют примеры Fourrée serrati.

## Техника
Производство субератов началось почти с момента выпуска первых монет в Малой Азии в 7 веке до нашей эры. Эти монеты были произведены людьми, желающими поднажиться за счет производства подделок, содержащих меньше драгоценных металлов, чем заявленная номинальная стоимость. Наиболее распространенный метод изготовления суберата заключался в том, чтобы взять кусок меди, обернуть его серебряной фольгой, нагреть и выбить его штампами . Если бы монета была достаточно нагрета и ударeна достаточно сильно, был бы получен слой эвтектического сплава (смесь 72 % серебра и 28 % меди, которая имеет самую низкую температуру плавления из любой смеси этих двух металлов), соединяя слои вместе. Иногда между слоями присыпалась эвтектика (порошковый припой) для увеличения сцепления. Раскрытие обмана часто происходило из-за износа на выпуклых элементах рельефа монеты или из-за попадания влаги между слоями, из-за чего фольга пузырилась, а затем ломалась, когда сердцевина корродировала.
Более поздний метод изготовления субератов посеребрение монеты из недрагоценных металлов после ее отчеканения. Этот метод позволил использовать еще меньше серебра, что важно для того, чтобы сделать подделку прибыльной, поскольку официальные монеты обесценились из-за государственной практики «порчи монет». Точный метод, с помощью которого эти монеты были посеребрены, неясен, хотя возможные методы включают погружение монеты в расплавленное серебро, обмазывание монет расплавленным серебром или посыпание монеты серебряным порошком и нагревание ее до тех пор, пока серебро не расплавится.
В периферийных регионах были в ходу даже более грубые подделки: на сайте эпохи викингов в Коппергейте, в Йорке — подделка арабского дирхама выбитого, как будто для Исмаила ибн Ахмада (правившего в Самарканде, 903-07 / 8), из меди, покрытой некогда серебристым слоем олова.

## Специальные жетоны в Англии
С конца XIII века до конца XIV века специальные жетоны чеканились в Англии; их внешний вид напоминал пенни Эдварда. Хотя они делались из латуни, в их центре нередко намеренно наносилось отверстие с тем, чтобы их не могли потом покрыть серебром и выдать за реальные серебряные монеты.